# Funiculaire Mitake Tozan
Le funiculaire Mitake Tozan (御岳登山ケーブル, Mitake Tozan Kēburu) est un funiculaire situé sur les pentes du mont Mitake à Ōme, à Tokyo au Japon. Il est exploité par la compagnie Mitake Tozan Railway, une filiale de Keio.

## Histoire
Le funiculaire ouvre en 1927.

## Caractéristiques

### Ligne
Le funiculaire se compose d'une voie unique avec évitement central.
- Longueur : 1,107 km
- Dénivelé : 423,4 m
- Écartement rails : 1 049 mm
- Nombre de gares : 2

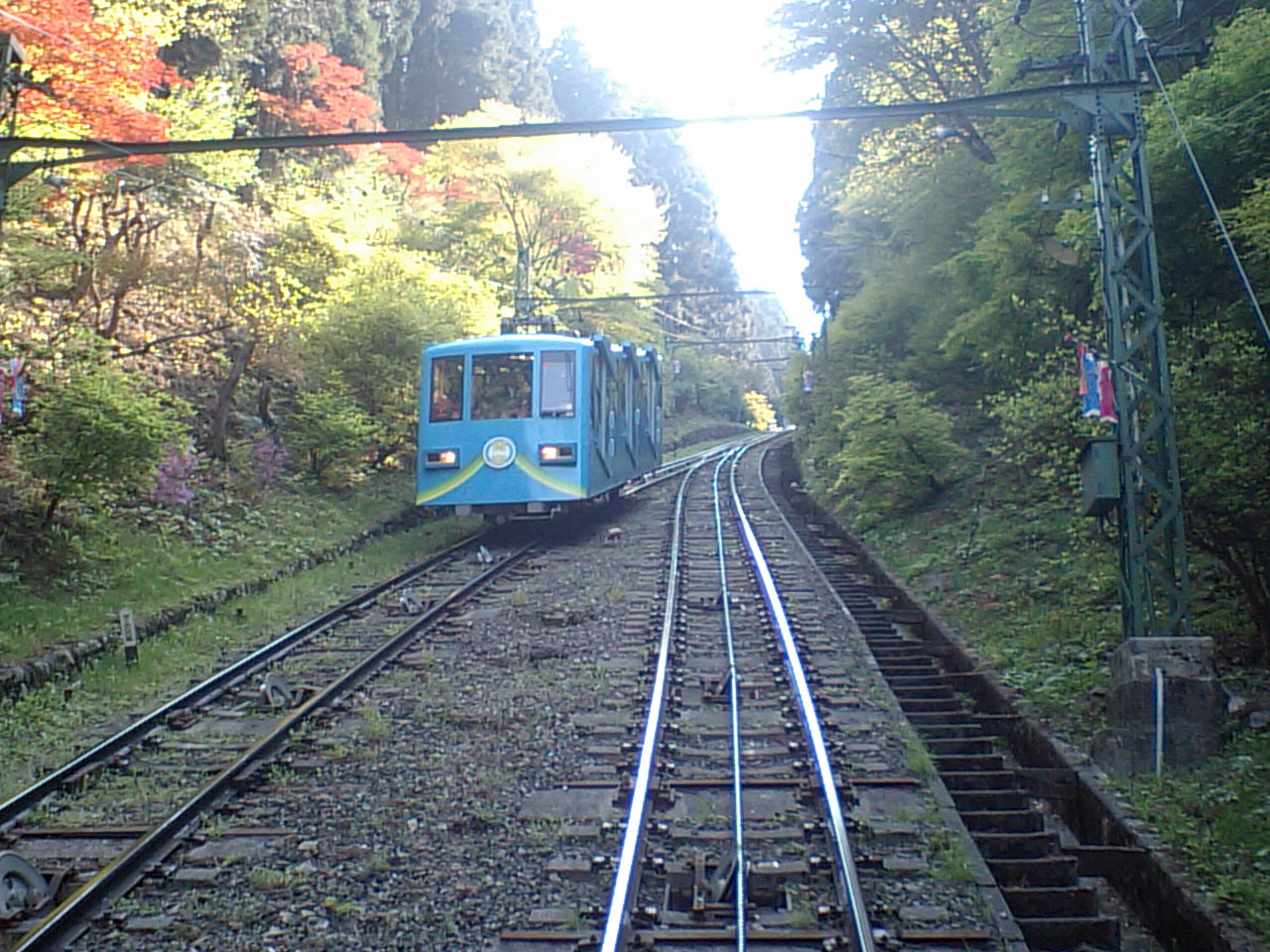
Vue de l'évitement central.
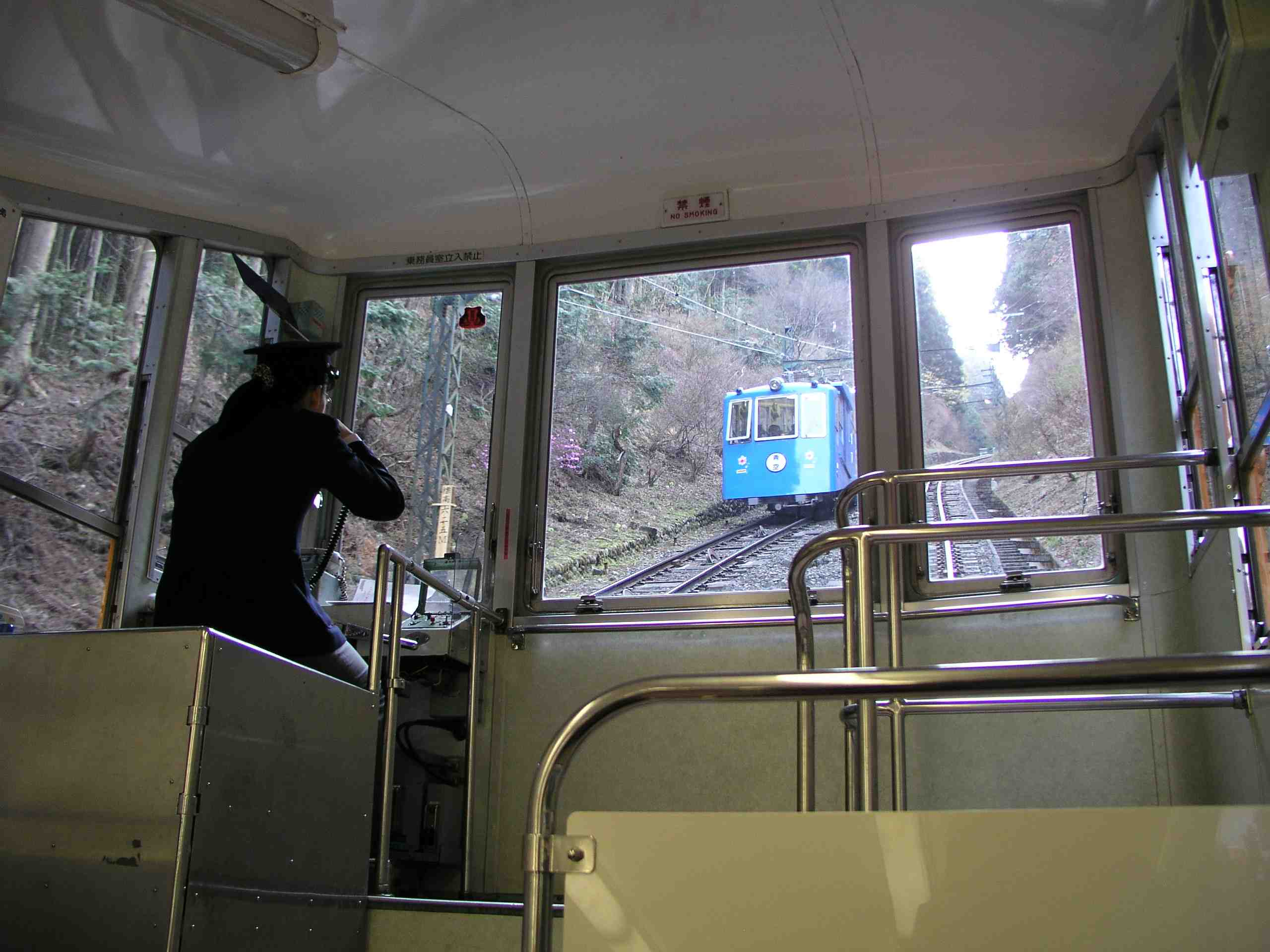
Vue depuis d'intérieur d'une cabine.

### Liste des gares
| Gare      | Nom japonais | Distance (km) | Altitude (m) | Correspondances          | Localisation |
| --------- | ------------ | ------------- | ------------ | ------------------------ | ------------ |
| Takimoto  | 滝本         | 0             | 407,6        | JR East : Ōme (à Mitake) | Ōme          |
| Mitakesan | 御岳山       | 1,1           | 831,0        | Télésiège Mitake Tozan   | Ōme          |